# Cerámica pintada de Kósiv
La cerámica pintada de Kósiv (en ucraniano: Петриківський розпис) son artesanías tradicionales de los hutsules, una de las variedades de cerámica ucraniana, producidas en la ciudad de Kósiv y alrededores en el óblast de Ivano-Frankivsk (Ucrania). Entre sus usos, algunos de los más destacados son como vajillas, juguetes infantiles, recuerdos, azulejos para hornos y azulejos decorativos. Se distingue por una compleja tecnología de producción y diseños especiales. Tradicionalmente, la cerámica del pueblo de Pistin también se incluye dentro del conjunto de la cerámica de Kósiv.
En 2019, la cerámica pintada de Kósiv fue incluida en la Lista Representativa del Patrimonio Cultural Inmaterial de la Humanidad de la UNESCO.

## Historia
Los alrededores de Kósiv son ricos en arcilla, por lo que la cerámica se ha desarrollado aquí desde la antigüedad. La cerámica hutsul se formó a partir del siglo XV, pero la más famosa fue la de Kósiv, que debe su nombre al lugar de su creación. En muchos pueblos de la región hutsul, la alfarería era la artesanía principal, lo que permitió a los artesanos locales desarrollar rápidamente su estilo único y especial. Este estilo evolucionó, dando lugar a nuevas técnicas de fabricación y pintura.
Los artesanos hutsul producían ollas, jarras, cuencos, tazas: todos los utensilios domésticos necesarios. Pero la cerámica funcional y decorativa, tal como la conocemos hoy, se desarrolló a finales del siglo XVIII y principios del siglo XIX. Se trataba principalmente de candelabros y azulejos. Las estufas de azulejos fabricadas en Kósiv se vendían con facilidad no solo en la región hutsul, sino también en Rumanía y Hungría. Los azulejos más antiguos de Kósiv se conservan en los museos de Bucarest y Viena. La cerámica estaba decorada con dibujos en acuarela de diversos tipos: imágenes estilizadas de flores, árboles, animales (caballos, ciervos, osos, aves), diversos tipos de personajes (cazador, guerrero, cartero, músico, etc.) y santos (con mayor frecuencia San Yuri y San Nicolás). Con frecuencia, se dibujaban escenas domésticas completas en los azulejos.
En 1959, se inauguró el Departamento de Cerámica Artística en la Escuela de Artes Aplicadas de Kósiv (actualmente KDIPDM LNAM). Su especificidad se basa en los mejores logros del patrimonio alfarero de Kósiv, Pistinia y Kutiv. En 1960, se fundó en Kósiv el Fondo de Arte de la RSS de Ucrania, dependiente de la Unión de Artistas, y en 1968 se creó la planta de producción artística del mismo. En 1981, sobre la base de la Unión de Artistas de Ivano-Frankivsk, se formó la filial de Kósiv de la Unión de Artistas, lo que permitió a los artistas trabajar por separado y tener sus propias filiales.

## Técnica
Los objetos están hechos de arcilla gris local, recubierta de arcilla blanca. Después de que la arcilla se seca, los artesanos dibujan los patrones figurativos con una varilla de metal. Luego los objetos se cuecen y se pintan con óxido metálico, que da los colores amarillo y verde (a veces, los más experimentados añaden un poco de cobalto). El tinte verde se extiende durante la cocción (a 950 grados Celsius) lo que da un efecto de acuarela. Este fenómeno se llama “las lágrimas” y es deliberado.
La alfarera Ivana Kozak-Dileta explica que hay dos técnicas tradicionales, blanca y roja, y que cada artista tiene su propia técnica única para obtener los tintes. Añade que el amarillo simboliza el sol, el verde el bosque, el marrón la tierra y un color claro la pureza. Según el director del Museo de Arte y Vida Popular Hutsulshchyna de Kósiv, los motivos figurativos representan la vida del pueblo, la de los aristócratas, pastores, artistas, judíos y gitanos.

## Galería

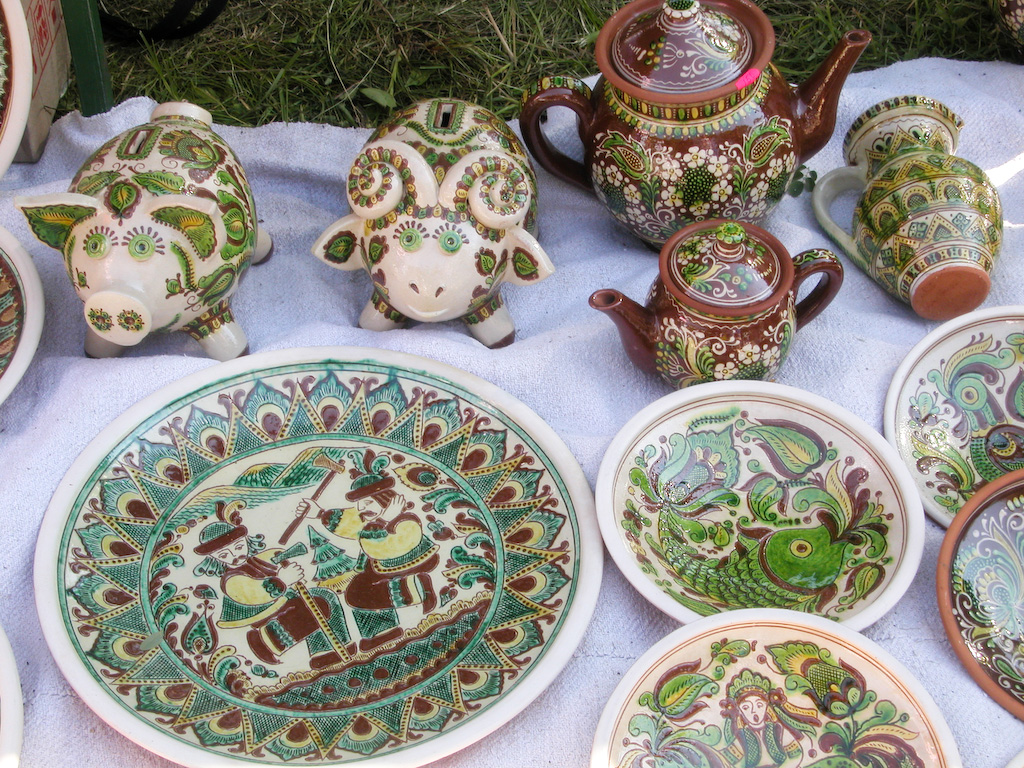
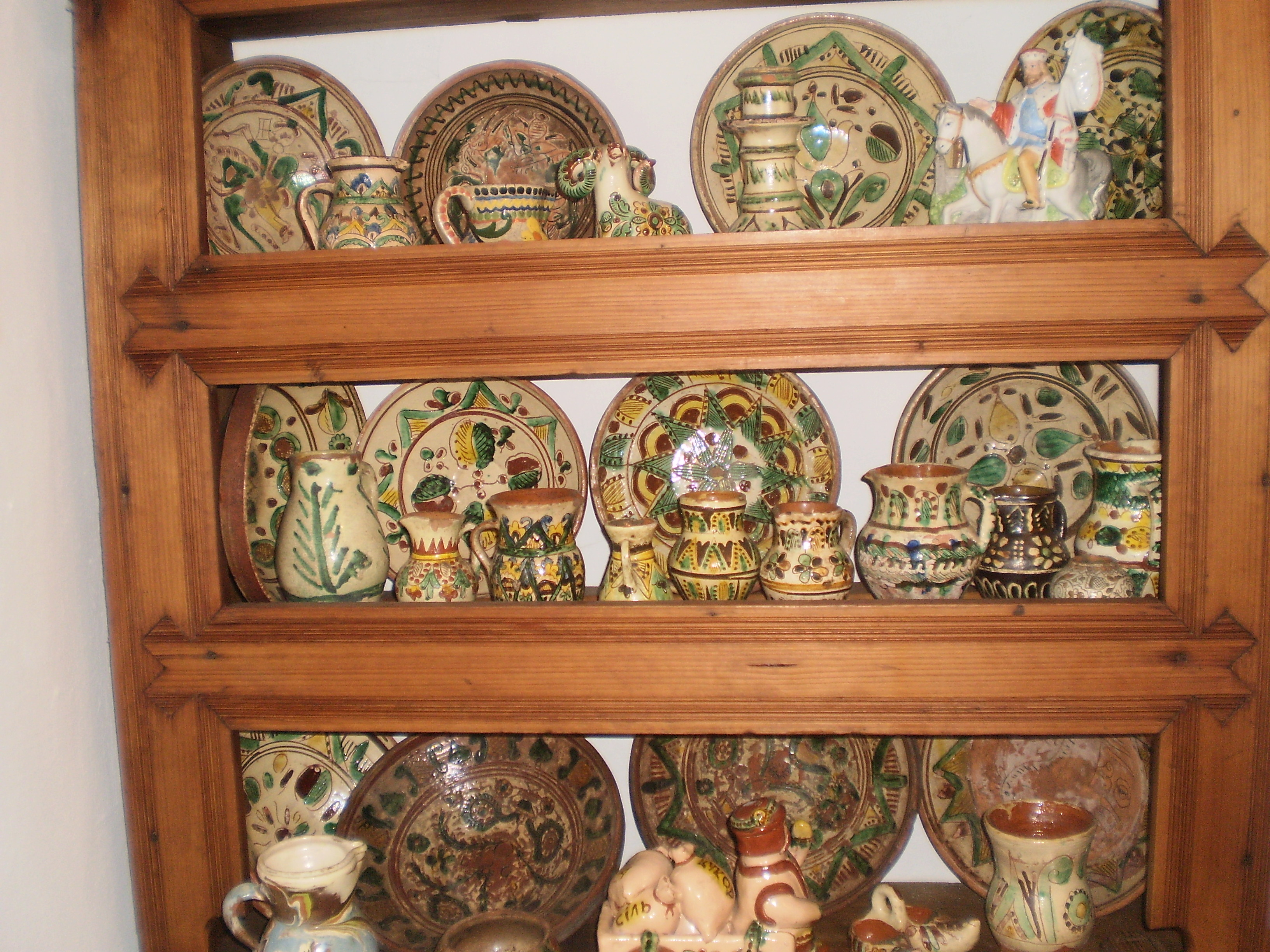
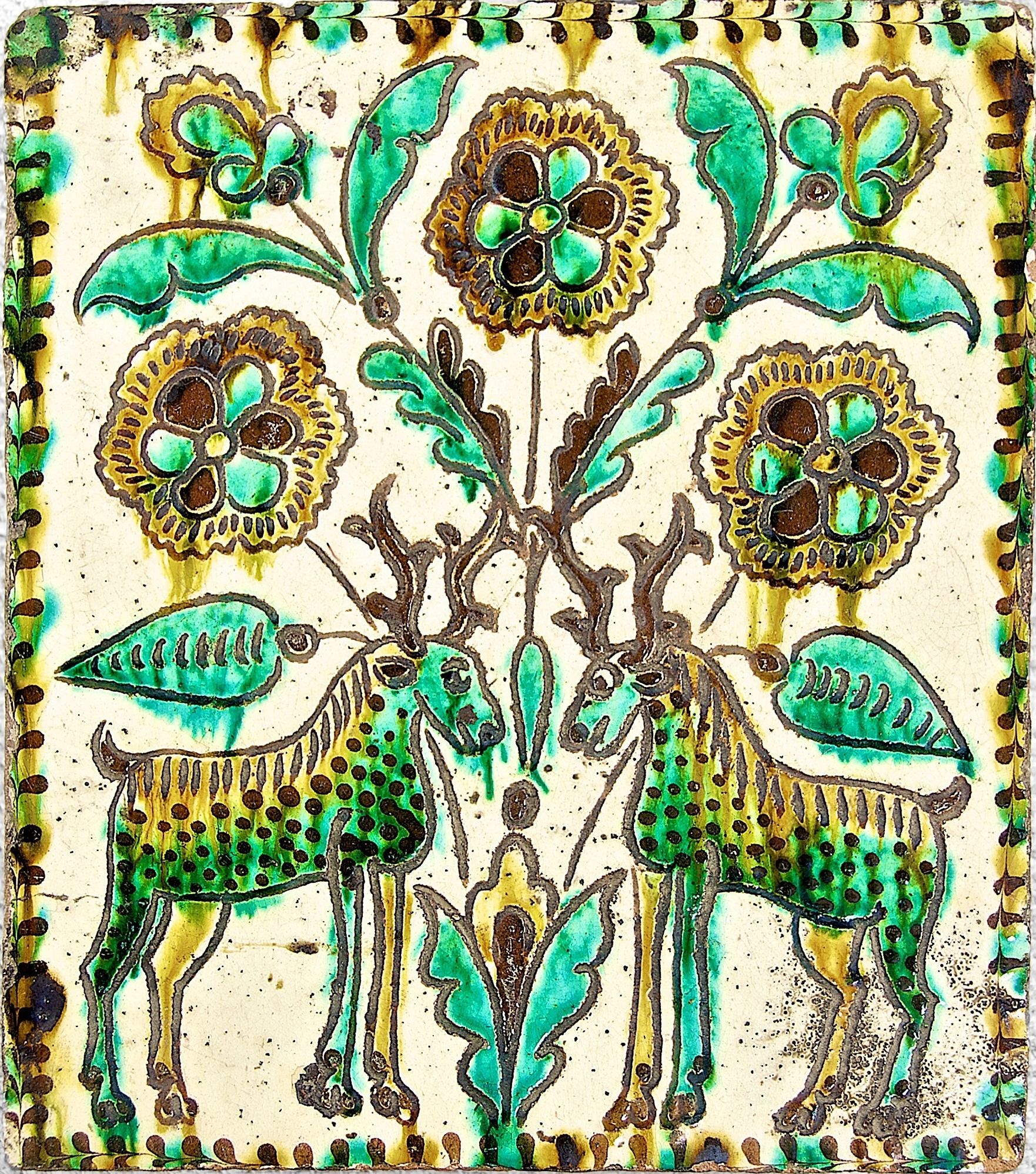
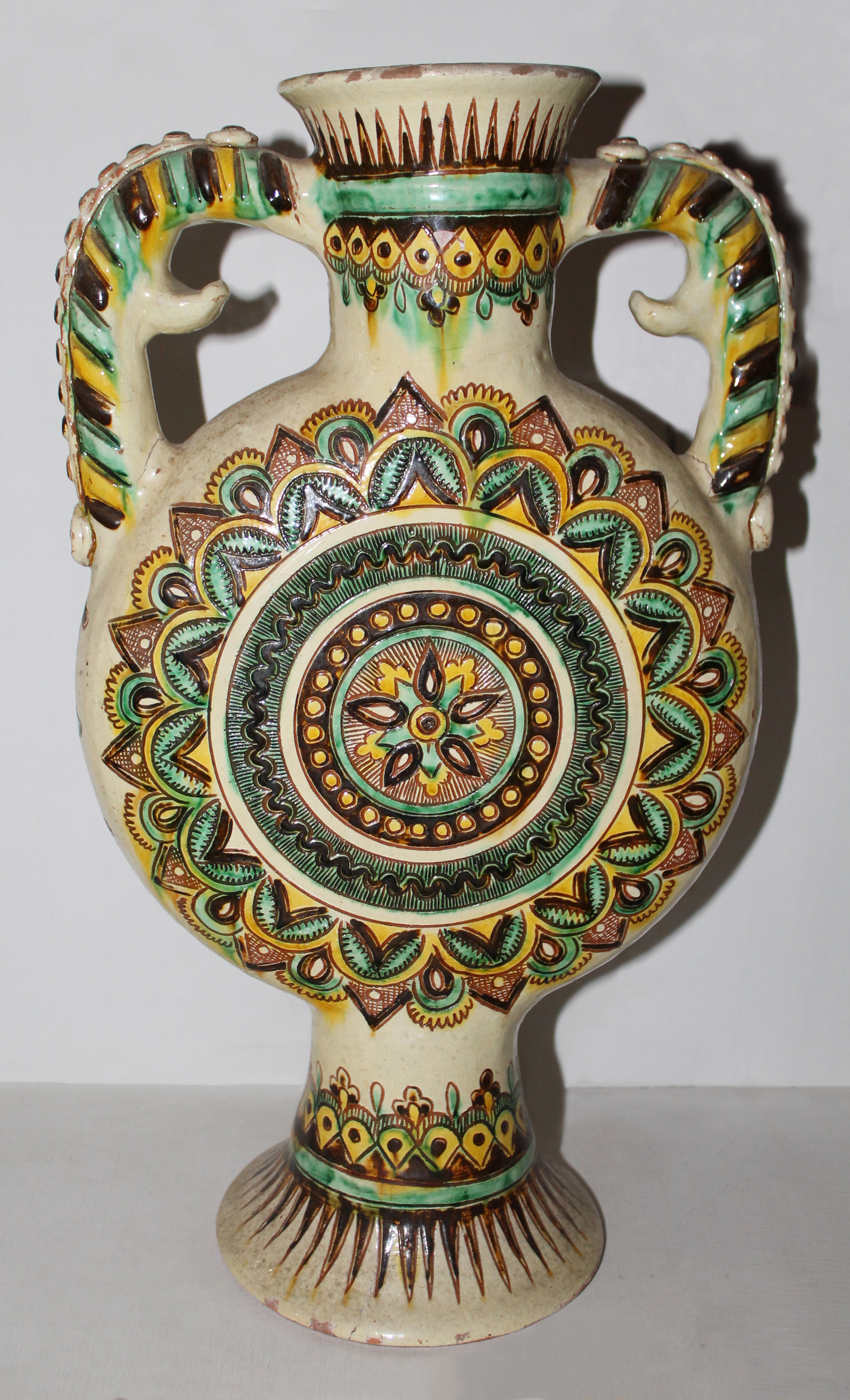